# جبل شعلة (القفر)

تعديل مصدري - تعديل

جبل شعلة هي إحدى قرى عزلة بني مسلم بمديرية القفر التابعة لمحافظة إب، بلغ تعداد سكانها 142 نسمة حسب تعداد اليمن لعام 2004.